# Завады (Львовская область)
Завады (укр. Завади) — село в Жолковской городской общине Львовского района Львовской области Украины.
Население по переписи 2001 года составляло 91 человек. Занимает площадь 11,66 км². Почтовый индекс — 80351. Телефонный код — 3252.